# Petr Sirotek
Petr Sirotek (13. května 1946 Praha – 8. únor 2021) byl český fotograf a kameraman.

## Život
Ve svých deseti letech byl poprvé zaujat fotografií při setkání s pouličním fotografem. V letech 1963–1965 se vyučil fotografem. Navazuje studiem umělecké fotografie a filmové kamery v letech 1965–1969 na Filmové a televizní fakultě Akademie múzických umění v Praze. Byl žákem profesorů Jána Šmoka, Václava Hanuše a Ilji Bojanovského.
V roce 1968 úspěšně vystavoval své fotografie na veletrhu Photokina 1968 v Kolíně nad Rýnem. Od roku 1971 pracoval jako obrazový redaktor nakladatelství Pressfoto, kde se podílel na vydání portfolií významných českých a slovenských fotografů (edice mezinárodní fotografie, například Josef Sudek 1976).
V roce 1973 se zúčastnil jako kameraman a fotograf československé horolezecké expedice Makalu 1973. Vedle velkého množštví fotografií vznikly dva filmy: Himálaj 73 a Země pod Himálajem.
Živil se fotografiemi pro obaly gramofonových desek (Panton a Supraphon) a pro plakáty. Dále fotografoval architekturu. Jako kameraman natáčel dokumentární, umělecké, hudební i reklamní krátké filmy.
V letech 1977–1989 pracoval jako kameraman pro Krátký film Praha.

## Filmografie (výběr)
- 1973 Himálaj 73
- 1973 Země pod Himálajem
- 1975 Narozeniny (režie Milan Peer)
- 1975 Píseň lásky
- 1976 Jakou barvu má Písek (režie Milan Peer)
- 1990 Yrravady (Myanmar)
- 2003 portréty francouzských herců pro Studio Zlín
- 2008–2010 série cestopisných filmů (Tibet, Peru, Bolívie, Brazílie, Keňa)
- 2008 Karlův most
- 2008 Český kubismus
- 2005 Praga musica
- 2009 České himálajské dobrodružství, Česká televize

## Výstavy (výběr)
- 1974 Kabinet fotografie J. Funka, Brno
- 1975 Petr Sirotek : Země pod Himalájemi : Fotografie z Nepálu, Brno : Galerie mladých při Měst. kulturním středisku S.K. Neumanna, červen – červenec 1975, úvodní text: Jiří Gold
- 1975 Galerie fotografie, Varšava
- 1976 Galerie Wolla, Varšava
- 1984 Divadlo Na zábradlí, Praha
- 2002 Golem klub, Praha
- 2004 Galerie Soho, Praha
- 2006 Galerie Semily
- 2006 Divadlo Bez zábradlí, Praha
- 2016 Petr Sirotek: Okamžiky uplynulých let, Leica Gallery Prague, Praha, 1. duben — 19. červen 2016[2]
- 2026 Paříž, Galerie Továrna Zlín,
- 2018 Zátiší, Prácheňské muzeum, Písek
- 2019 Okamžiky uplynulých let, Klášterní kostel svatého Antonína Paduánského, Sokolov, kurátor: Josef Vomáčka, 2. září – 2. října 2019[3]

## Gaterie

Z knihy Nepál 1973
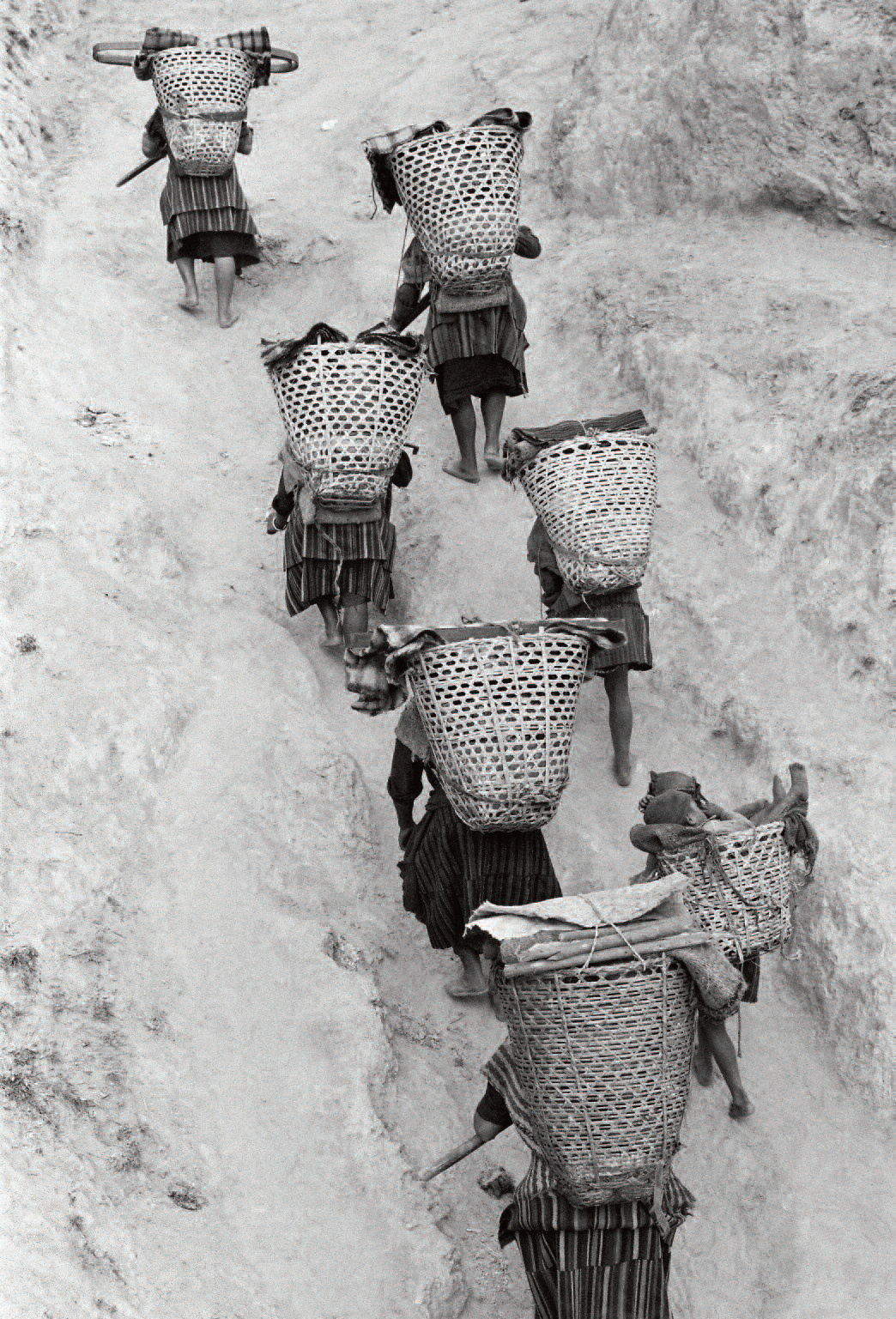
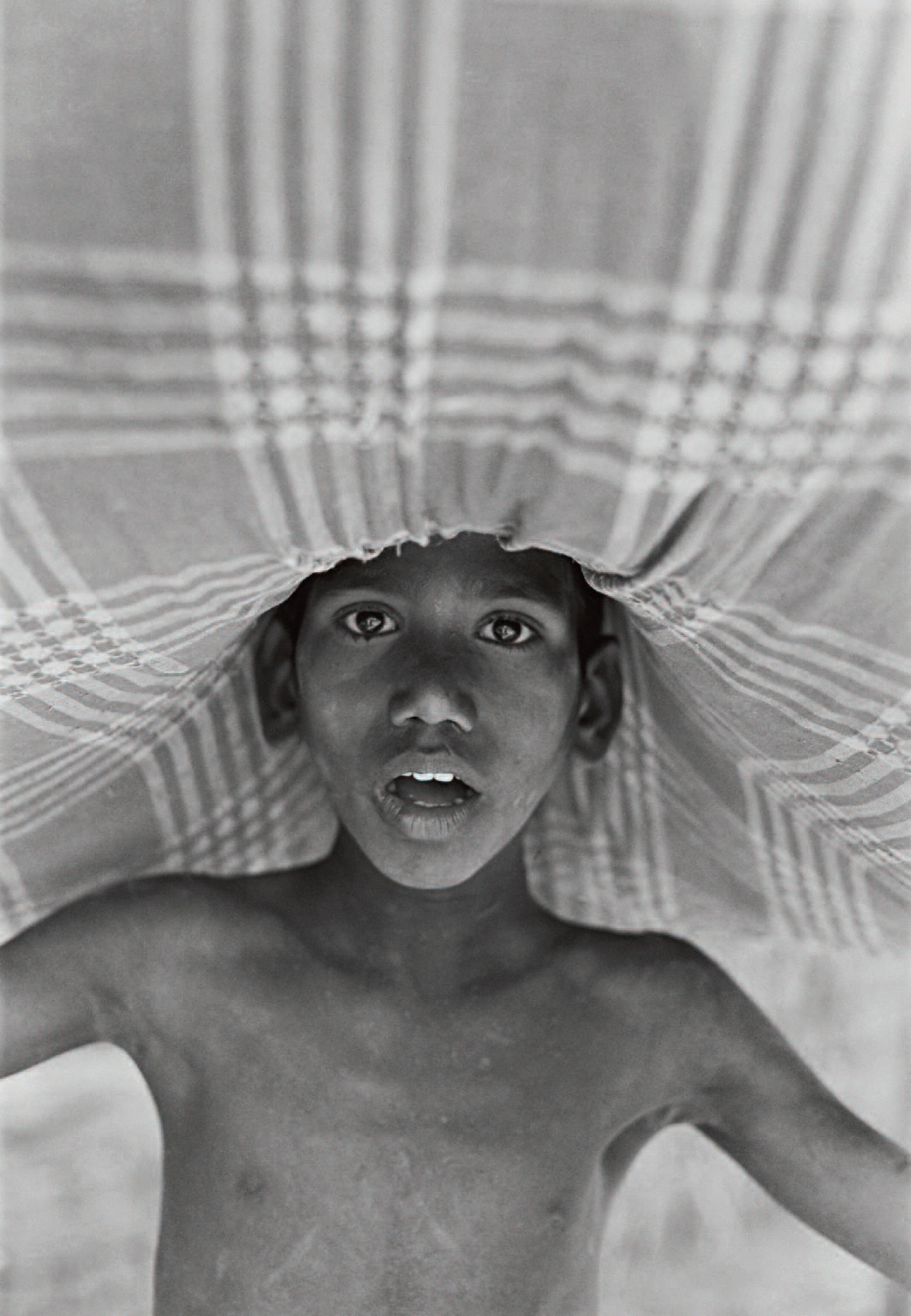
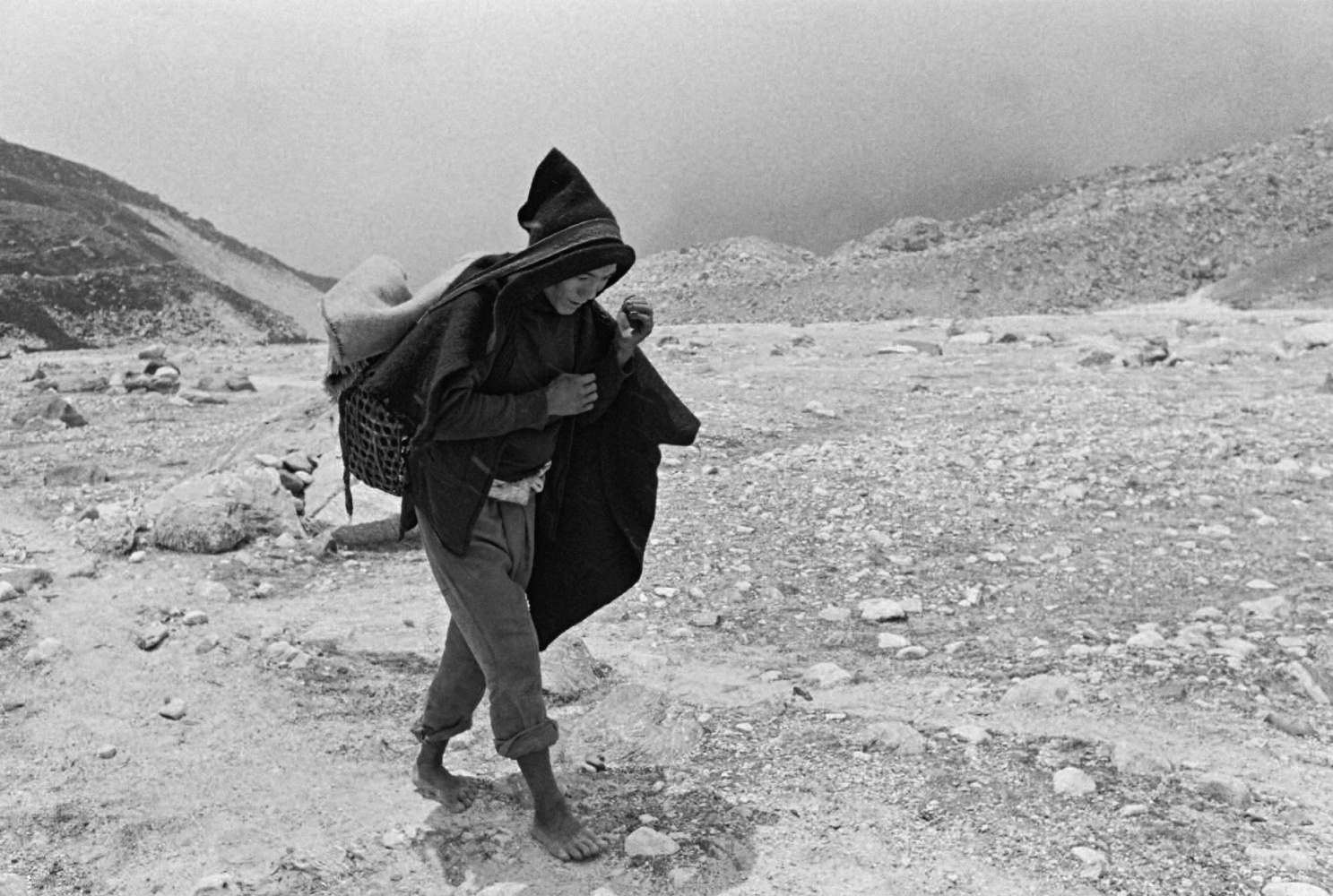
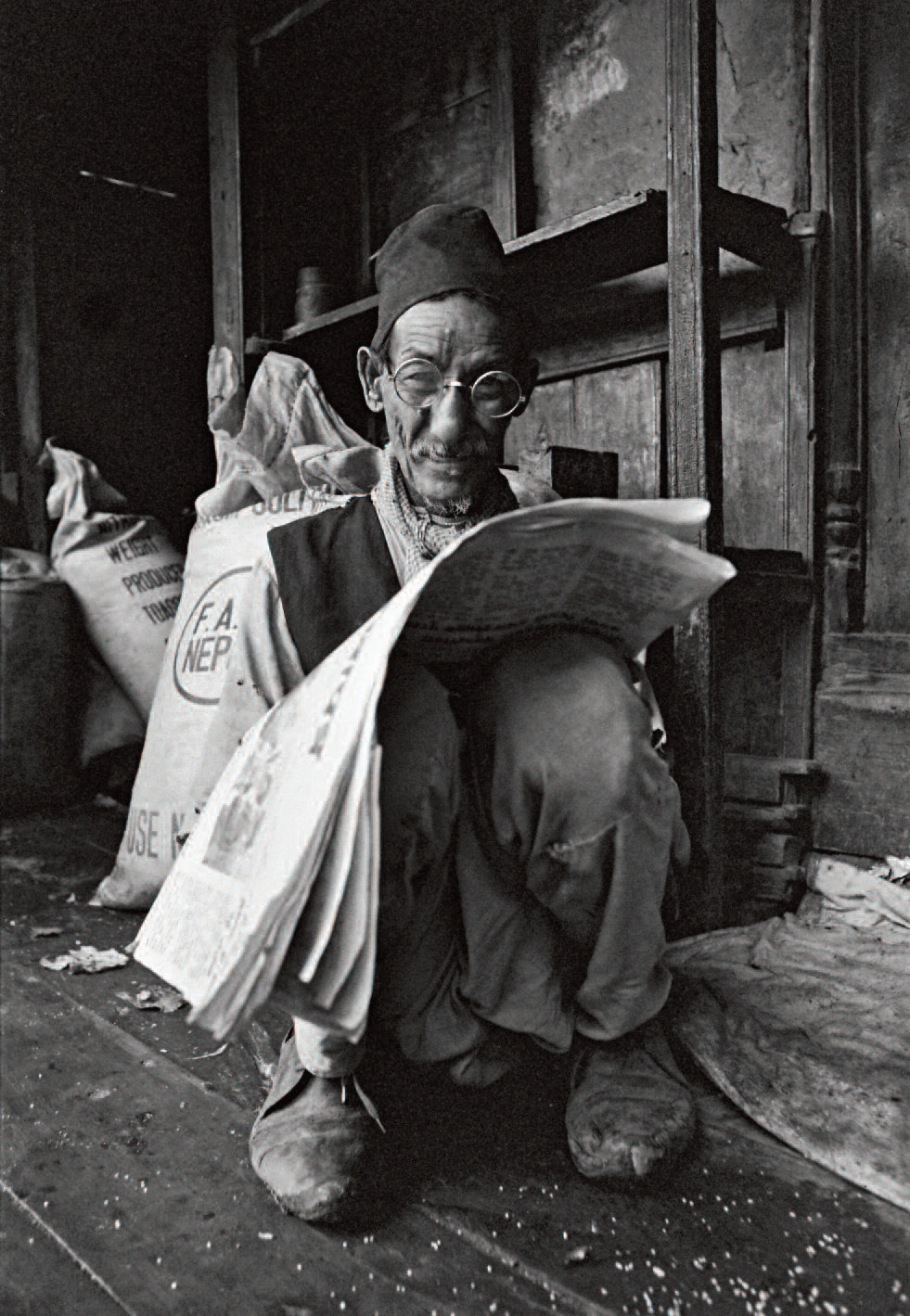

Z knihy Zátiší
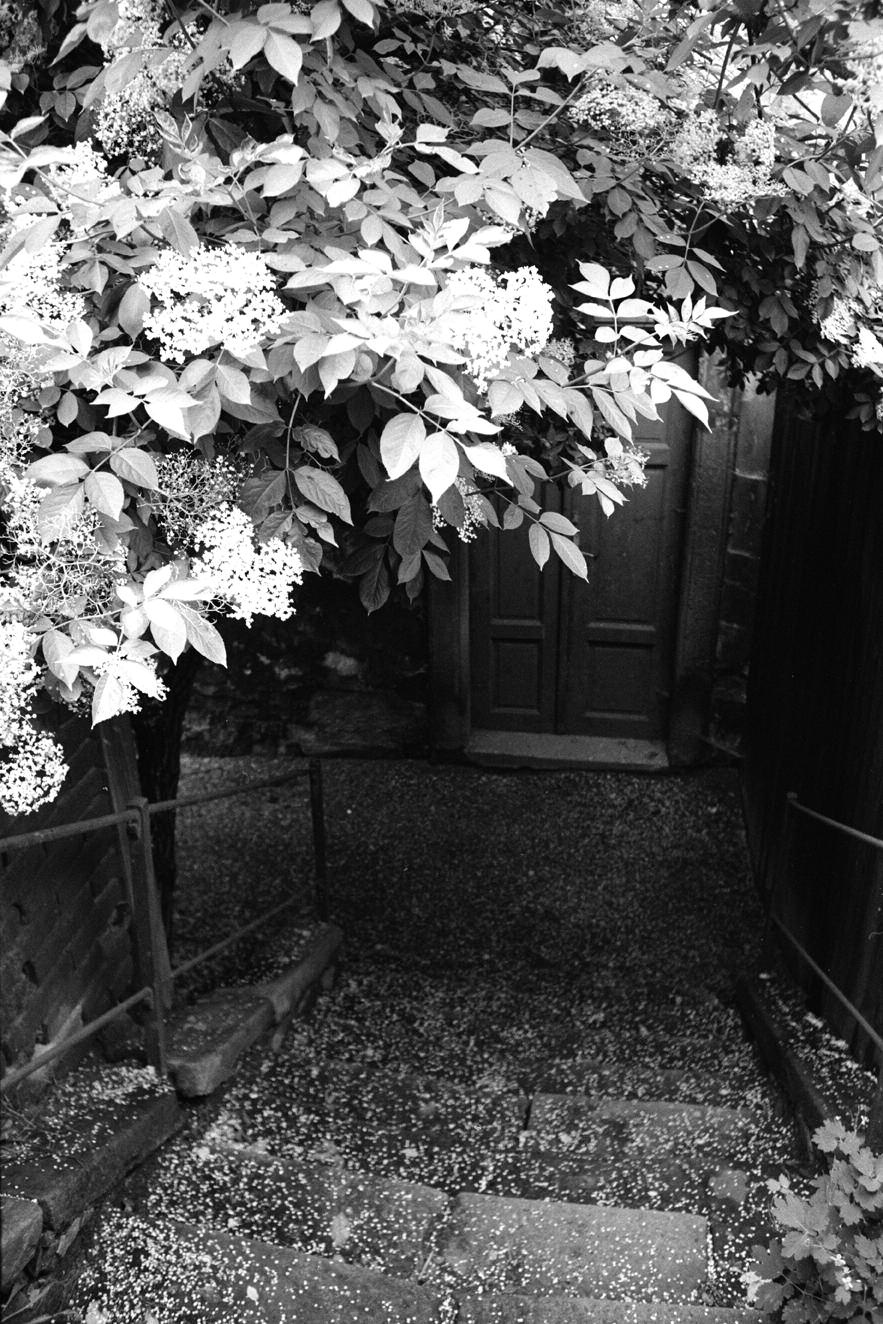
Bezinky, Troja, Praha, 1971
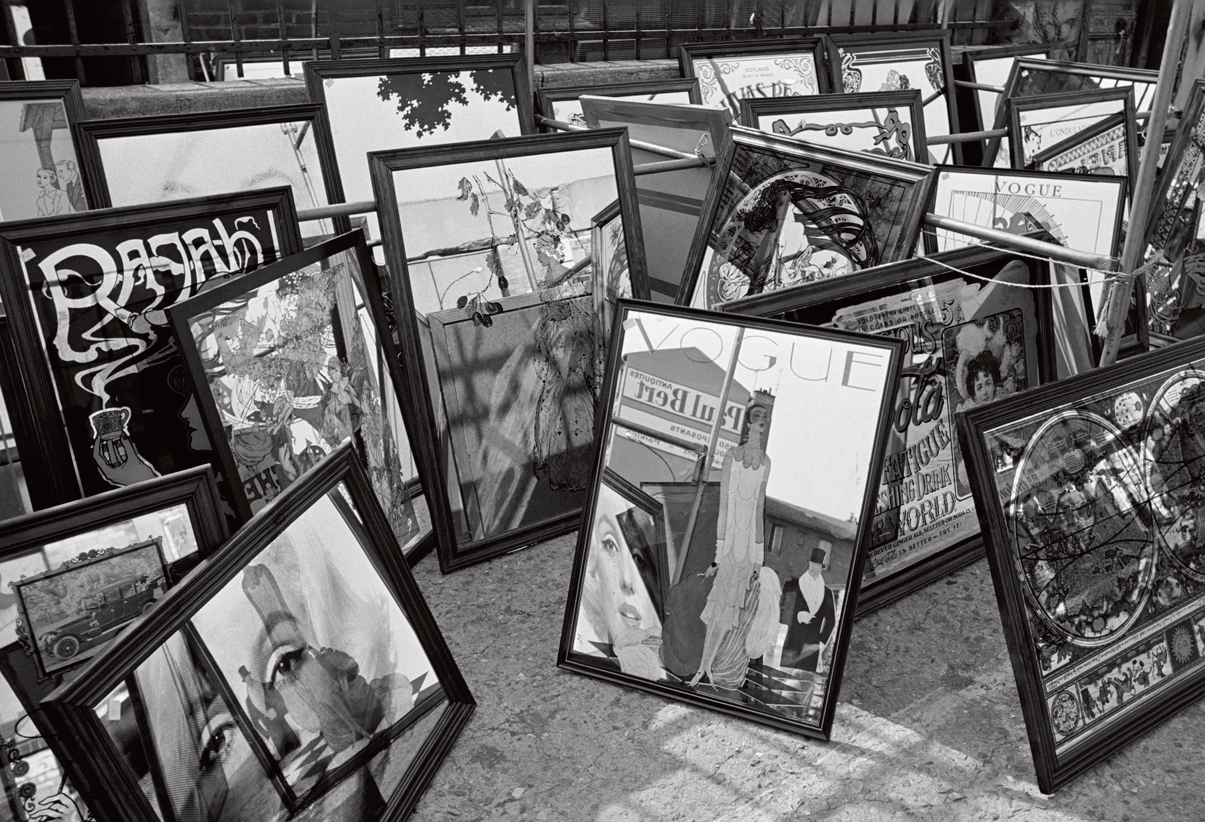
Zrcadla, Paříž, 1976
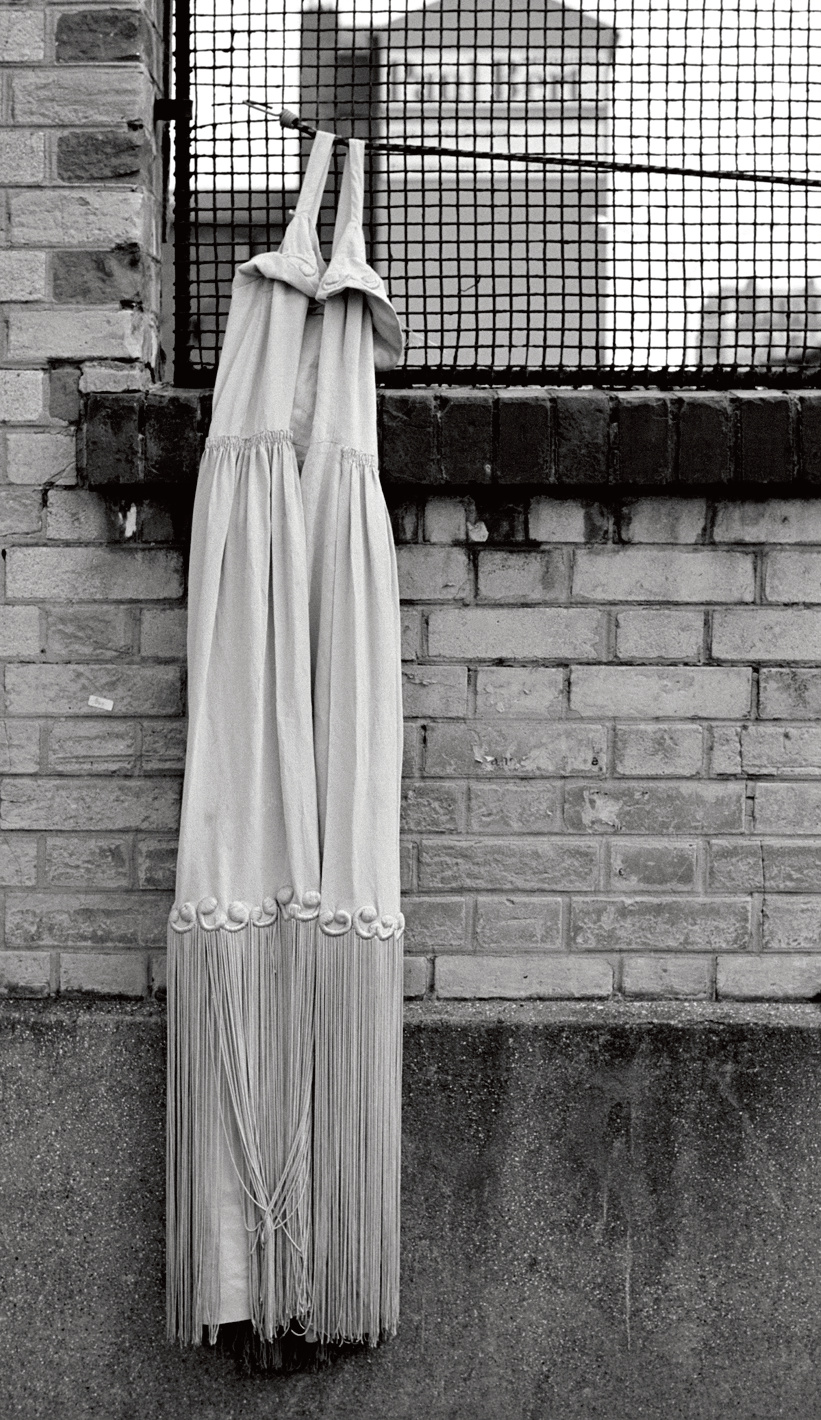
Šaty, Paříž, 1976
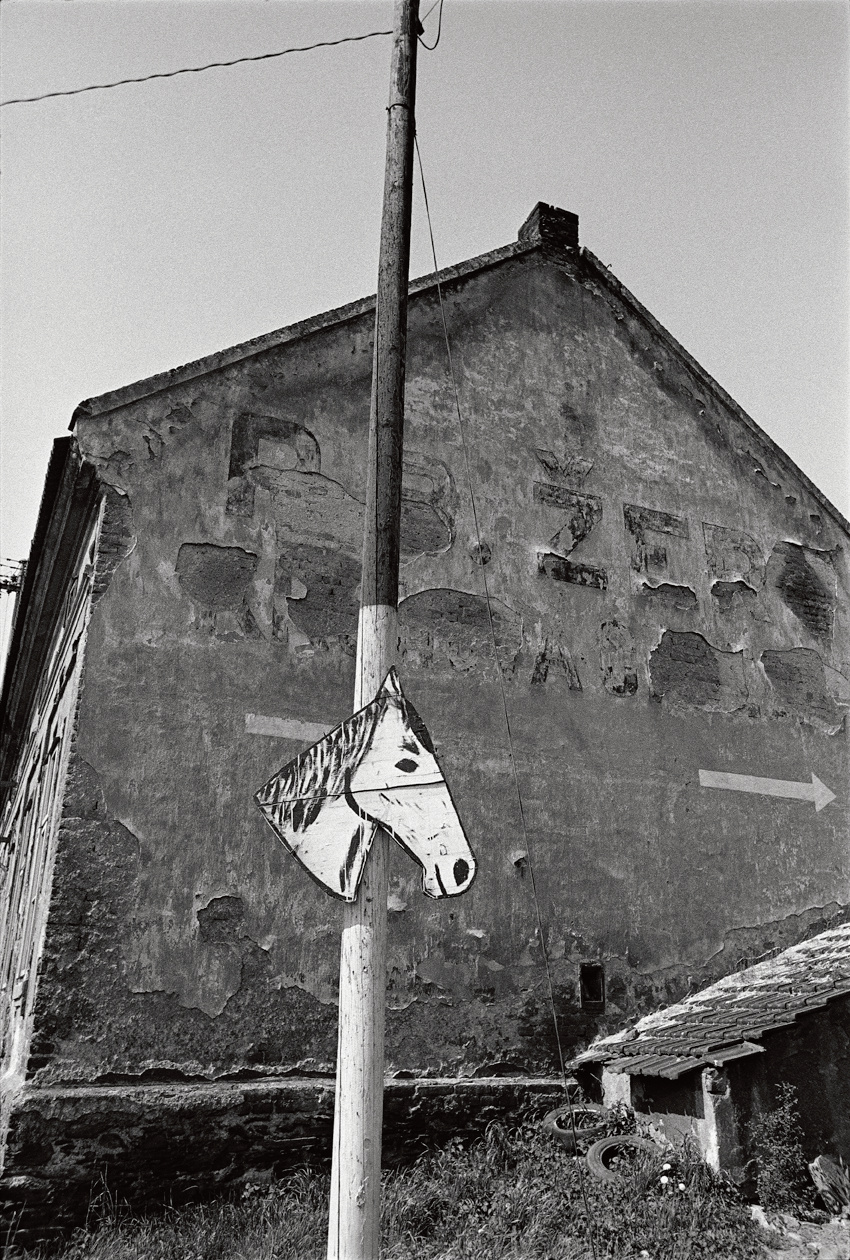
Koňská hlava, Kolín, 1965

## Publikace

### Autorské
- 2016 Petr Sirotek: Nepál, Praha : Petr Sirotek a synové, 2016, ISBN 978-80-260-9770-9
- 2016 Petr Sirotek: Zátiší = Still life, Praha : Petr Sirotek a synové, 2016, ISBN 978-80-260-9771-6

### Ilustrace
- Jaromír Wolf: Řeka jménem červánky : Příběh Čs. horolezecké expedice Himálaj 1973, Praha : Olympia, 1975[4]
- Jaromír Wolf: Šivova velká noc : Československý výstup na Makalu 1976, Praha : Olympia, 1979[5]
- Světem hudebních nástrojů : o jejich vzniku a výrobě, uspořádali : Tomáš Hejzlar, J. E. Jiránek, Praha : Panton, 1983[6]

## Ocenění
- 1970 Cena UNESCO za soubor fotografií vystavený na veletrhu Photokina 68
- 1973 Cena Ministerstva školství ČSSR za film Himálaj 73
- 1975 Cena Ministerstva kultury ČSSR za kameru a filmu Narozeniny (režie Milan Peer)